# 오스트리아의 우편번호

오스트리아의 지역별 우편번호

오스트리아의 우편번호(독일어: Postleitzahl)는 오스트리아에서 사용하는 우편번호 체계로, 현재의 체계는 1966년 1월 1일에 도입되었다. 그 이전에는 1938년 오스트리아 병합 이후 1941년에 오스트리아의 우편번호로 12a, 12b가 할당되었다. 우체국별로 우편번호를 할당하는 것을 기준으로 했기 때문에 여러 개의 우체국이 있는 지역에는 여러 개의 우편번호가 할당되었다. 1966년에 현재의 체계를 도입하면서 오스트리아 우체국에서는 1966년 1월 14일 오스트리아 전국의 우편번호를 개략적으로 나타낸 액면가 1.50 실링 기념우표를 발행했다. 총 3000만 장이 발행되었는데 이 발행 부수는 당시 발행되었던 기념우표의 약 10배였다.

## 목록
총 4자리 숫자로 이루어져 있다.

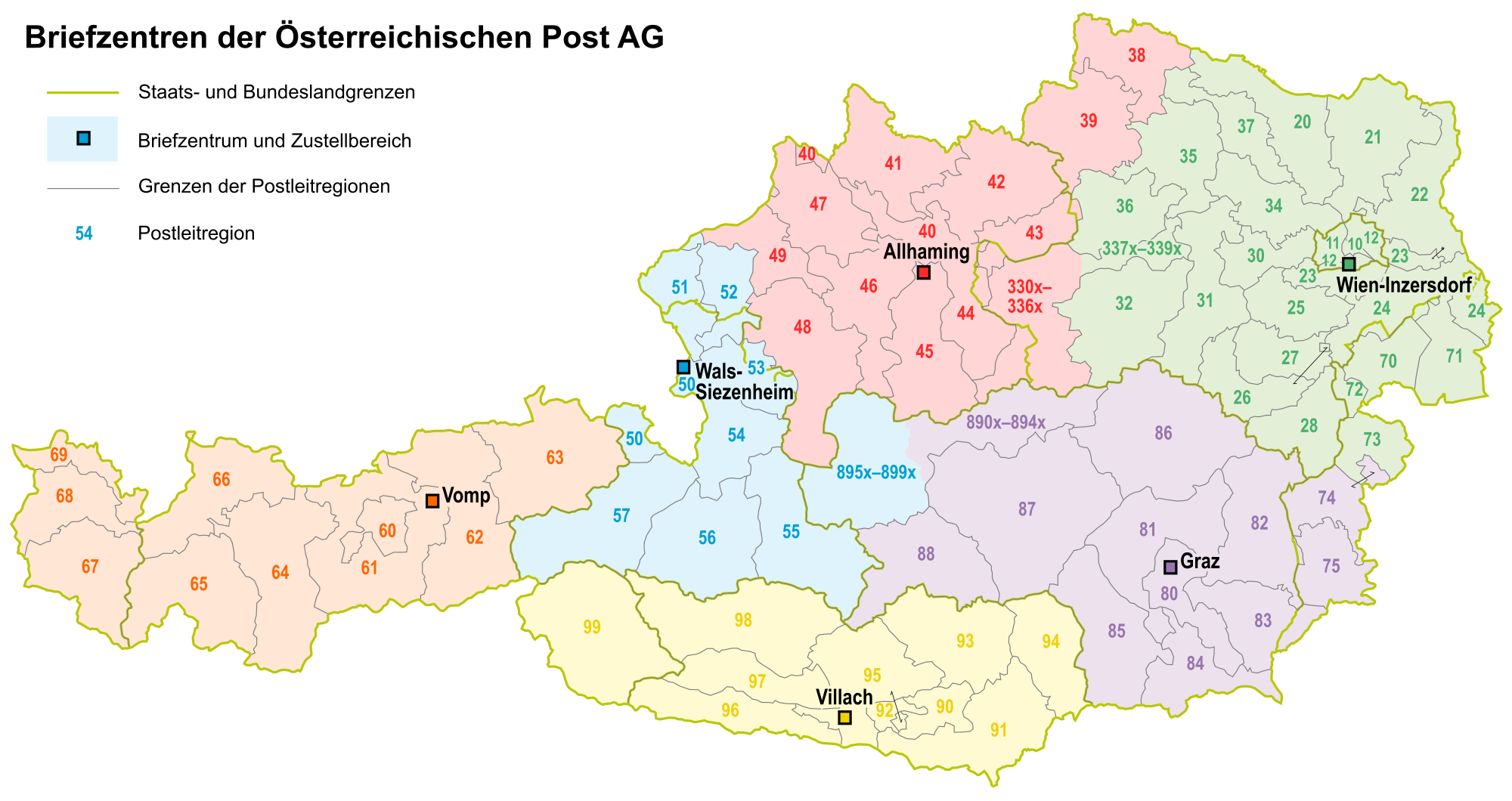
오스트리아 우체국의 교환국 지도

- 첫 번째 자리는 광역 행정 구역을 구분한다. 우편번호는 우체국의 집배 체계를 따르기 때문에 행정 구역과 완벽하게 일치하지는 않는다.
  - 1xxx: 빈 및 니더외스터라이히주의 일부
  - 2xxx: 니더외스터라이히주 동부 및 남부, 부르겐란트주 북부 일부
  - 3xxx: 니더외스터라이히주 서부 및 남동부 오버외스터라히이주 일부
  - 4xxx: 오버외스터라이히주 및 니더외스터라이히주 서부 일부
  - 5xxx: 잘츠부르크 및 서부 오버외스터라이히주
  - 6xxx: 티롤주 북부 및 포어아를베르크주
  - 7xxx: 부르겐란트주 (2xxx, 8xxx 사용 구역 제외 나머지)
  - 8xxx: 슈타이어마르크주, 부르겐란트주 남부 일부
  - 9xxx: 케른텐주 및 티롤주 동부
- 두 번째 자리는 각 주 내의 지역을 구분한다.
- 세 번째 자리는 철도 및 도로 교통 중 주가 되는 배달 방식을 구분한다.
- 네 번째 자리는 개별 우체국을 구분한다.

빈의 우편 번호의 두 번째와 세 번째 자리는 빈의 자치구 번호를 의미하며(예: 1030: 빈 제 3구, 1120: 빈 제 12구) 네 번째 자리는 각 구 내의 우체국을 구분한다. 빈 국제공항은 우편번호 2320인 슈베하트에 있으나 1300을 사용하며, 유엔 빈 사무국은 우편번호 1220인 빈 제 12구에 있으나 1400을 사용한다. 이 외에도 약 400개의 특수 우편번호가 존재한다. 예: 우편집중국(예: 1000 빈), 국제우편교환국(예: 4005 린츠), 사서함용 우편번호 286개(예: 4021 린츠), 기업 등 대량 수요처(예: ORF의 1136 빈, 그라츠 대학병원의 8036 그라츠), 유엔 평화유지군 군사우편용 우편번호로 1500, 1502, 1503이 있다.
우편번호 1008로 배송되는 우편은 오스트리아 우체국에서 파기한다. 오스트리아에서 우편을 반송할 때 "Retouren an Postfach 555, 1008 Wien" 주소로 보내면 해당 우편은 파기 처리한다. 우편번호 1350은 대량 우편 발송자의 반송용 우편번호로 사용된다.
티롤주의 융홀츠(Jungholz)와 포어아를베르크주의 클라인발저탈(Kleinwalsertal)은 오스트리아 세관이 아닌 독일 세관이 관할하는 구역이기 때문에 4자리 오스트리아 우편번호 외에도 5자리 독일 우편번호가 별개로 존재한다.
| 구역                   | 오스트리아 | 독일  | 1993년 6월 30일 이전 독일 우편번호 |
| ---------------------- | ---------- | ----- | ---------------------------------- |
| 융홀츠(Jungholz)       | 6691       | 87491 | 8965                               |
| 리츨레른(Riezlern)     | 6991       | 87567 | 8984                               |
| 히르치에그(Hirschegg)  | 6992       | 87568 | 8985                               |
| 미텔베르크(Mittelberg) | 6993       | 87569 | 8986                               |

## 참조
1. ↑  “PhilaWiki Artikel”. 2017년 12월 1일에 원본 문서에서 보존된 문서. 2017년 11월 24일에 확인함.
2. ↑  Michel Österreich-Spezial 2003/04, München: Schwaneberger Verlag 2003 (Briefmarkenkatalog).
3. ↑  Wenn Post direkt in Papiermüll wandert. 보관됨 2018-08-14 - 웨이백 머신 wien.orf.at, 2012년 2월 1일.
4. ↑  “Sponsoring.Post - Post AG” (독일어). 2017년 12월 1일에 원본 문서에서 보존된 문서. 2017년 11월 24일에 확인함.